# Bittersweet White Light
Bittersweet White Light − dziewiąty solowy album amerykańskiej piosenkarki Cher. Został wydany kwietniu 1973 roku nakładem wytwórni MCA. Jest to ostatni album artystki wyprodukowany przez jej ówczesnego męża Sonny Bono.
Podczas gdy wielu fanów uważa Bittersweet White Light za jeden z najlepszych wokalnie albumów artystki, wydawnictwo składające się głównie z coverów amerykańskich standardów z lat 20., 30. i 40. XX wieku, był pierwszą komercyjną porażką Cher w latach 70. Album dotarł jedynie do 140. miejsca Billboard 200.

## Lista utworów
| Pierwsza strona | Pierwsza strona                    | Pierwsza strona                      | Pierwsza strona |
| Nr              | Tytuł utworu                       | Autorzy                              | Długość         |
| --------------- | ---------------------------------- | ------------------------------------ | --------------- |
| 1.              | „By Myself”                        | Arthur Schwartz, Howard Dietz        | 3:24            |
| 2.              | „I Got It Bad and That Ain't Good” | Duke Ellington, Paul Francis Webster | 3:47            |
| 3.              | „Am I Blue?”                       | Grant Clarke, Harry Akst             | 3:43            |
| 4.              | „How Long Has This Been Going On”  | George Gershwin, Ira Gershwin        | 4:20            |
| 5.              | „The Man I Love”                   | G. Gershwin, I. Gershwin             | 4:27            |
|                 |                                    |                                      | 19:41           |

| Druga strona | Druga strona            | Druga strona | Druga strona |
| Nr           | Tytuł utworu            | Autorzy | Długość      |
| ------------ | ----------------------- | --- | ------------ |
| 1.           | „Jolson Medley”         | Al Jolson, Buddy DeSylva, Lew Brown, Ray Henderson / Joe Young, Sam M. Lewis, Walter Donaldson / Jean Schwartz, Young Lewis | 4:12         |
| 2.           | „More Than You Know”    | Vincent Youmans, Billy Rose, Edward Eliscu                                                                                  | 3:41         |
| 3.           | „Why Was I Born”        | Jerome Kern, Oscar Hammerstein II                                                                                           | 2:45         |
| 4.           | „The Man That Got Away” | Neil Sedaka, Howard Greenfield                                                                                              | 4:13         |
|              |                         | | 14:51        |